# Lennart Myhlback
Jan Lennart Myhlback, född den 13 januari 1945 i Kristinehamns församling, Värmlands län, är en svensk ämbetsman.
Lennart Myhlback tog filosofie licentiat-examen 1971. Han var anställd vid Göteborgs universitet 1968–1970 och var verksam som sekreterare i statliga utredningar 1970–1975. Åren 1976–1979 var han departementssekreterare i Bostadsdepartementet och 1980–1984 departementsråd där. Han var statssekreterare i Justitiedepartementet 1984–1986. Den 1 juli 1986 tillträdde han som generaldirektör för det nygrundade Statens räddningsverk, en post som han behöll till och med den 31 maj 2000. Åren 1999–2001 var han Förenta Nationernas regionaladministratör i Kosovo. Därefter har han tjänstgjort som valobservatör utsänd av Europarådet i bland annat Kosovo.
Myhlback invaldes 1989 som ledamot av Kungliga Krigsvetenskapsakademien.